# The Last Black Man in San Francisco
The Last Black Man in San Francisco é um filme de drama norte-americano de 2019,  dirigido e produzido por Joe Talbot, baseado na história de Jimmie Fails e Talbot. Lançado em 26 de janeiro de 2019 no Festival de Cinema de Sundance, é estrelado por Fails, Jonathan Majors, Danny Glover, Tichina Arnold, Rob Morgan, Mike Epps, Finn Wittrock e Thora Birch.

## Elenco
- Jimmie Fails como Jimmie Fails
- Jonathan Majors como Montgomery Allen
- Danny Glover como Grandpa Allen
- Tichina Arnold como Wanda Fails
- Rob Morgan como James Sr.
- Mike Epps como Bobby
- Finn Wittrock como Clayton
- Thora Birch como Becca
- Jamal Trulove como Kofi
- Jordan Gomes como Jordan
- Jello Biafra como Tour Guide
- San Quinn como Grown Ass Man
- Daewon Song como Uncle Ricky
- Andy Roy como Andy
- Willie Hen como Preacher
- Tonya Glanz como Nina
- Sergio Gonzalez como Banker